# 北海道の短期大学一覧
北海道の短期大学一覧（ほっかいどうのたんきだいがくいちらん）は、北海道の短期大学 （大学に併設されている短期大学部を含む）の一覧。

## 国立大学
該当なし

## 公立大学
| 大学名                 | 所在地 |
| ---------------------- | ------ |
| 旭川市立大学短期大学部 | 旭川市 |

## 私立大学
| 大学名                     | 所在地 |
| -------------------------- | ------ |
| 札幌大学女子短期大学部     | 札幌市 |
| 札幌大谷大学短期大学部     | 札幌市 |
| 札幌国際大学短期大学部     | 札幌市 |
| 光塩学園女子短期大学       | 札幌市 |
| 北星学園大学短期大学部     | 札幌市 |
| 北海道科学大学短期大学部   | 札幌市 |
| 北海道武蔵女子短期大学     | 札幌市 |
| 北翔大学短期大学部         | 江別市 |
| 國學院大學北海道短期大学部 | 滝川市 |
| 拓殖大学北海道短期大学     | 深川市 |
| 函館大谷短期大学           | 函館市 |
| 函館短期大学               | 函館市 |
| 帯広大谷短期大学           | 音更町 |
| 釧路短期大学               | 釧路市 |